# Conner
Conner é um município de  segunda classe de renda municipal (d) na província Apayao, nas Filipinas. De acordo com o censo de 1 de maio  de  2020 possui uma população de 27 552 pessoas e 6 143 domicílios.